# Archevêché de Belgrade-Karlovci
L'archevêché de Belgrade-Karlovci (en serbe serbe : Архиепископија београдско-карловачка ; en serbe latin : Arhiepiskopija beogradsko-karlovačka) est une circonscription de l'Église orthodoxe serbe. Il a son siège à Belgrade. À sa tête se trouve le patriarche de Serbie Irénée.

## Histoire
L'archevêché a été constitué en 1931, à la suite de la réunion de l'archevêché de Belgrade et de l'éparchie de Syrmie-Karlovci ; la même année, la ville de Pančevo fut transférée de l'éparchie de Vršac dans l'archevêché nouvellement créé. En 1947, l'éparchie de Syrmie et l'éparchie de Šumadija furent détachées de l'archevêché de Belgrade et devinrent des circonscriptions à part entière ; parallèlement, Pančevo retourna à l'éparchie du Banat. Ainsi, même si le nom de l'archevêché de Belgrade-Karlovci se réfère encore à la ville de Karlovci (Sremski Karlovci), cette ville est aujourd'hui le siège de l'éparchie de Syrmie et ne fait plus partie de l'archevêché de Belgrade-Karlovci.

### Premiers évêques et métropolites de Belgrade
| Portrait | Nom                  | Période         | Remarque                                                                                                 |
| -------- | -------------------- | --------------- | --- |
|          | Sergije              | Vers 878        | Évêque de Belgrade                                                                                       |
|          | Jovan                | Vers 1317       | Évêque de Mačva, puis de Belgrade                                                                        |
|          | Isidor               | Vers 1415-1423  | Contemporain du despote Stefan Lazarević                                                                 |
|          | Grigorije            | Vers 1438-1440  | Contemporain du despote Đurađ Branković                                                                  |
|          | Joanikije            | Vers 1479       | |
|          | Filotej              | Vers 1481       | Contemporain du despote Vuk II Branković                                                                 |
|          | Teofan               | Vers 1509       | |
|          | Maksim Branković     | Mort en 1516    | Métropolite de Belgrade et de Syrmie ; canonisé                                                          |
|          | Roman                | Vers 1532       | Sous l'autorité de l'archevêché d'Ohrid                                                                  |
|          | Longin               | Vers 1545-1548  | Sous l'autorité de l'archevêché d'Ohrid                                                                  |
|          | Makarije             | Vers 1589       | Métropolite de Belgrade et de Syrmie                                                                     |
|          | Joakim               | Vers 1607-1611  | Métropolite de Belgrade et de Syrmie                                                                     |
|          | Avesalom             | Vers 1631-1632  | Métropolite de Belgrade et de Syrmie                                                                     |
|          | Ilarion              | Vers 1644-1662  | Métropolite de Belgrade et de Syrmie                                                                     |
|          | Jefrem               | Vers 1662-1672  | Métropolite de Belgrade et de Syrmie                                                                     |
|          | Elevterije           | Vers 1673-1678  | Métropolite de Belgrade et de Syrmie                                                                     |
|          | Pajsije              | Vers 1680-1681  | Métropolite de Belgrade et de Syrmie                                                                     |
|          | Simeon Ljubibratić   | 1682-1690       | S'est réfugié en Hongrie en 1690 avec le patriarche Arsenije III Čarnojević                              |
|          | Mihailo Ier          | Vers 1699-1705  | |
|          | Mojsije Petrović     | 1713-1730       | Jusqu'en 1718 sous la domination des Habsbourgs ; jusqu'en 1726, également métropolite de Karlovci       |
|          | Vikentije Jovanović  | 1731—1737       | Métropolite de Belgrade et de Karlovci                                                                   |
|          | Sofronije            | Vers 1740-1745) | Grec ; évêque de l'éparchie de Belgrade formée en 1739 et placée sous l'autorité du patriarcat de Serbie |
|          | Vikentije Stefanović | Vers 1753       | Serbe ; il est devenu le 33e patriarche de l'Église orthodoxe serbe                                      |
|          | Kalinik              | Vers 1759-1761  | Grec |

### Sous l'autorité du patriarcat de Constantinople (1766-1831)
| Portrait | Nom                             | Période   | Remarque |
| -------- | ------------------------------- | --------- | --- |
|          | Jeremija Papazoglu              | 176?-1784 | Grec ; a aboli le patriarcat de Peć en 1766 et l'a intégré au patriarcat de Constantinople. A démissionné en 1784 en raison de son âge. |
|          | Dionisije Papazoglu             | 1784-1791 | Grec |
|          | Metodije                        | 1791-1801 | Grec |
|          | Leontije Lambros                | 1801-1813 | Grec |
|          | Dionisije II                    | 1813-1815 | Grec |
|          | Agathange Ier de Constantinople | 1815-1826 | Bulgare ; est devenu plus tard patriarche de Constantinople                                                                             |
|          | Kirilo                          | 1826-1827 | |
|          | Antim                           | 1827-1831 | Grec |

### À l'époque de la métropole de Belgrade (1831-1920)
À l'époque de la métropole de Belgrade, les primats ont été les suivants :
| Portrait | Nom                 | Période   | Remarque                                                                                     |
| -------- | ------------------- | --------- | -------------------------------------------------------------------------------------------- |
|          | Melentije Pavlović  | 1831-1833 | Serbe ; premier évêque autonome de l'archevêché de Belgrade et premier métropolite de Serbie |
|          | Petar Jovanović     | 1833-1859 |                                                                                              |
|          | Mihailo Jovanović   | 1859-1881 | En 1879, la métropole est devenue autocéphale.                                               |
|          | Teodosije Mraović   | 1881-1889 |                                                                                              |
|          | Mihailo Jovanović   | 1889-1898 | De nouveau métropolite de Belgrade                                                           |
|          | Inokentije Pavlović | 1898-1905 |                                                                                              |
|          | Dimitrije           | 1905-1920 | En 1920, il est élu patriarche de l'Église orthodoxe serbe restaurée.                        |

### Depuis 1920
Depuis 1920, le patriarche de l'Église orthodoxe serbe est en même temps métropolite de Belgrade-Karlovci.
| Portrait | Nom           | Période     |
| -------- | ------------- | ----------- |
|          | Dimitrije Ier | 1920-1930   |
|          | Varnava Ier   | 1930-1937   |
|          | Gavrilo V     | 1938-1950   |
|          | Vikentije II  | 1950-1958   |
|          | German II     | 1958-1990   |
|          | Pavle II      | 1990-2009   |
|          | Irinej Ier    | Depuis 2010 |

## Églises paroissiales
L'archevêché compte les églises paroissiales suivantes :

## Monastères
L'archevêché compte les monastères suivants :